# Павле и Јулијана
Свети мученици Павле и Јулијана су хришћански светитељи. Били су брат и сестра, пореклом из Птолемаиде Финикијске. Мучени су због вере у Исуса Христа за време владавине римског цара Аурелијана (270—275. године), и најзад посечени мачем. Када је император пролазио кроз Птолемаиду, Павле се прекрстио и то је примећено па су га затворили у тамницу. Следећег дана је изведен на суд где је рекао да верује у Исуса Христа па је подвргнут мукама. Јулијана је, видећи страдање брата, пришла цару и такође исповедила веру у Христа, па је и она подвргнута мучењу. Три војника који су их мучели, задивљени њиховом истрајношћу такође су поверовали у Христа.
У хришћансој традицији се спомиње да су се при њиховом мучењу многа чуда догодила, због којих су многи многобошци прешли у хришћанство. Неки од њих су такође погубљени. Свети мученици Павле и Јулијана су убијени 273. године.